# Governatore di Victoria

Distintivo del Governatore

Il Governatore di Victoria è il rappresentante di Re Carlo III, Re d'Australia presso lo Stato di Victoria ed è uno dei governatori degli stati dell'Australia.

## Ruolo del governatore
Il governatore assolve, a livello dello stato, alle stesse funzioni a cui assolve, a livello federale, il governatore generale dell'Australia. Sede istituzionale del governatore di Victoria è il Government House a Melbourne. 
Il governatore è nominato dal sovrano su suggerimento del Primo ministro di Victoria. Il giudice Linda Dessau fu il primo governatore donna dello stato.
L'attuale governatore di Victoria è l'economista e accademica Margaret Gardner.
In conformità a quanto stabilito dal sistema Westminster di governo parlamentare, il governatore agisce quasi esclusivamente secondo le indicazioni del capo del governo eletto, il primo ministro di Victoria, ciononostante il governatore mantiene il potere moderatore della corona e ha il diritto di far decadere il primo ministro. 

## Lista dei governatori di Victoria

### Luogotenenti governatori
Prima della separazione dalla colonia del New South Wales nel 1851, l'area era chiamata Port Phillip District of New South Wales. Il governatore del New South Wales nominava dei sovrintendenti del distretto. Charles La Trobe venne nominato sovrintendente nel 1839 e divenne luogotenente governatore di Victoria al momento della separazione il 1 luglio 1851.
Quando lo stato di Victoria divenne completamente autonomo nel maggio 1855 il luogotenente governatore in carica divenne governatore.
| Luogotenenti governatori | Luogotenenti governatori           | Mandato         | Mandato        |
| Luogotenenti governatori | Luogotenenti governatori           | Inizio          | Fine           |
| ------------------------ | ---------------------------------- | --------------- | -------------- |
|                          | Capitano Charles La Trobe          | 1 ° luglio 1851 | 5 maggio 1854  |
|                          | Capitano Sir Charles Hotham KCB RN | 22 giugno 1854  | 22 maggio 1855 |

### Governatori
| N° | Governatori | Governatori                             | Mandato           | Mandato           | Note                                                                        |
| N° | Governatori | Governatori                             | Inizio            | Fine              | Note                                                                        |
| -- | ----------- | --------------------------------------- | ----------------- | ----------------- | --------------------------------------------------------------------------- |
| 1  |             | Capitano Sir Charles Hotham KCB RN      | 22 maggio 1855    | 31 dicembre 1855  | Edward Macarthur era amministratore pro tempore da gennaio a dicembre 1856. |
| 2  |             | Sir Henry Barkly                        | 26 dicembre 1856  | 10 settembre 1863 |                                                                             |
| 3  |             | Sir Charles Darling                     | 11 settembre 1863 | 7 maggio 1866     |                                                                             |
| 4  |             | Sir John Manners-Sutton                 | 15 agosto 1866    | 2 marzo 1873      |                                                                             |
| 5  |             | Sir George Bowen                        | 30 luglio 1873    | 22 febbraio 1879  |                                                                             |
| 6  |             | George Phipps, marchese di Normanby     | 29 aprile 1879    | 18 aprile 1884    |                                                                             |
| 7  |             | Sir Henry Loch                          | 15 luglio 1884    | 15 novembre 1889  |                                                                             |
| 8  |             | John Hope                               | 28 novembre 1889  | 12 luglio 1895    |                                                                             |
| 9  |             | Thomas Brassey                          | 25 ottobre 1895   | 31 marzo 1900     |                                                                             |
| 10 |             | Sir George Clarke                       | 28 settembre 1901 | 24 novembre 1903  |                                                                             |
| 11 |             | Reginald Talbot                         | 25 aprile 1904    | 6 luglio 1908     |                                                                             |
| 12 |             | Sir Thomas Gibson-Carmichael            | 27 luglio 1908    | 19 maggio 1911    |                                                                             |
| 13 |             | Sir John Fuller                         | 24 maggio 1911    | 24 novembre 1913  |                                                                             |
| 14 |             | Sir Arthur Stanley                      | 23 febbraio 1914  | 30 gennaio 1920   |                                                                             |
| 15 |             | George Edward John Mowbray Rous         | 24 febbraio 1921  | 7 aprile 1926     |                                                                             |
| 16 |             | Arthur Herbert Tennyson Somers Cocks    | 28 giugno 1926    | 23 giugno 1931    |                                                                             |
| 17 |             | William Charles Arcedeckne Vanneck      | 14 maggio 1934    | 4 aprile 1939     |                                                                             |
| 18 |             | Général de division Sir Winston Dugan   | 17 luglio 1939    | 20 febbraio 1949  |                                                                             |
| 19 |             | Dallas Brooks                           | 18 ottobre 1949   | 7 maggio 1963     |                                                                             |
| 20 |             | Général de division Sir Rohan Delacombe | 8 maggio 1963     | 31 maggio 1974    |                                                                             |
| 21 |             | Sir Henry Winneke                       | 1 giugno 1974     | 28 febbraio 1982  |                                                                             |
| 22 |             | Contre-amiral Sir Brian Murray          | 1 ° marzo 1982    | 3 ottobre 1985    |                                                                             |
| 23 |             | Davis McCaughey                         | 18 febbraio 1986  | 22 aprile 1992    |                                                                             |
| 24 |             | Richard McGarvie                        | 23 aprile 1992    | 23 aprile 1997    |                                                                             |
| 25 |             | Sir James Gobbo                         | 24 aprile 1997    | 31 dicembre 2000  |                                                                             |
| 26 |             | John Landy                              | 1 gennaio 2001    | 7 aprile 2006     |                                                                             |
| 27 |             | David de Kretser                        | 7 aprile 2006     | 7 aprile 2011     |                                                                             |
| 28 |             | Alex Chernov                            | 8 aprile 2011     | 30 giugno 2015    |                                                                             |
| 29 |             | Linda Dessau                            | 1º luglio 2015    | 30 giugno 2023    |                                                                             |
| 30 |             | Margaret Gardner                        | 9 agosto 2023     | attuale           |                                                                             |